# My Time at Portia
My Time at Portia est un jeu vidéo développé par le studio chinois Pathea Games et publié par Team17 pour Microsoft Windows, Nintendo Switch, PlayStation 4 et Xbox One en 2019. Une version Android et iOS est sortie le 4 août 2021. Il combine des aspects des jeux vidéo de rôle et des jeux de simulation.

## Trame
Le jeu se déroule longtemps après la destruction de la civilisation, où les humains sont sortis des souterrains et ont commencé à reconstruire la société. Le but du jeu est de développer la ville de Portia et de devenir le meilleur bâtisseur.

## Système de jeu
Le joueur doit rassembler des ressources et les combiner dans des recettes pour créer des objets. Finalement, les joueurs obtiennent des outils supplémentaires qui leur permettent de récolter les ressources plus rapidement, comme une tronçonneuse pour abattre les grands arbres. Une fois les objets terminés, ils peuvent être soumis pour obtenir des récompenses, des faveurs de la ville et de l'argent. Les missions les plus importantes peuvent changer directement la ville elle-même. Le jeu contient également des donjons dans lesquels le joueur doit combattre des ennemis.

## Accueil

### Critiques
My Time at Portia a reçu une note globale de 73/100 sur Metacritic. Miranda Sanchez de IGN a noté le jeu 80/100, qualifiant son gameplay de base d'amusant, mais déclarant que chacune de ses parties présentait des lacunes, et que le jeu comportait des « bugs audio gênants ». Alex Fuller de RPGamer l'a noté 70/100, qualifiant le jeu de « charmant » et d'« endroit agréable où passer du temps », mais déclarant également qu'il était trop long, critiquant la façon dont « les joueurs doivent attendre que les PNJ décident de faire quelque chose ». Il a déclaré que le jeu était « très agréable », mais qu'il avait « des faiblesses significatives ». Rich Meister de Destructoid a noté le jeu 5,5/10, en disant que si le monde était « lumineux et plein de charme », « attendre que les choses se produisent peut devenir assez vite ennuyeux », et en qualifiant le minage du jeu de « douloureusement ennuyeux ».

### Ventes
La version PC figure parmi les meilleures ventes de nouveautés du mois sur Steam,.
En octobre 2020, Pathea Games affirme que plus de 1,7 million d'exemplaires du jeu se sont écoulés dans le monde, dont plus de 70 % des revenus et 80 % des unités vendues se sont effectués en dehors du territoire chinois.

## Postérité

### Suite
En octobre 2020, Pathea Games annonce qu'une suite intitulée My Time at Sandrock, est prévue pour sortir en accès anticipé pour PC via Steam en mars 2021, avec la version complète pour Nintendo Switch, PlayStation 4, PlayStation 5, Xbox One et Xbox Series X/S à l'été 2022. Cependant en mars 2021, Pathea Games rapporte ne pas avoir reçu de certification de classification locale pour publier le jeu en ligne, ce qui implique que l'accès anticipé soit repoussé jusqu'après mai 2021. La sortie de l'accès anticipé est ensuite repoussée jusqu'au début de l'année 2022. Puis, l'accès anticipé du jeu est disponible à partir du 26 mai 2022. Finalement, à la suite du report de la fenêtre de lancement de septembre 2023, la version complète de My Time at Sandrock est sortie le 2 novembre 2023.